# コンラッド・ジェイデン・イーガン＝ライリー
コンラッド・ジェイデン・イーガン＝ライリー（英語: Conrad Jaden Egan-Riley、2003年1月2日 - ）は、イングランド・マンチェスター出身のサッカー選手。オリンピック・マルセイユ所属。ポジションはDF。

## クラブ歴
マンチェスター生まれで2010年からマンチェスター・シティ EDSに在籍。
2021年9月21日のEFLカップ・ウィコム・ワンダラーズFC戦でスターティングメンバーに名を連ね、ルーク・ムベテ＝タブ、フィンリー・バーンズ、ジョシュ・ウィルソン＝エスブランド、ロメオ・ラヴィアとともにトップチーム初出場を記録した。
2022年7月1日、バーンリーFCと3年契約を結んだ。
2025年6月14日、オリンピック・マルセイユに移籍した。

## 代表歴
年代別代表としてはイングランド代表としてU-15からの各年代で出場している。しかしアイルランドの血を引いているため、2018年にアイルランドU-15代表としてヴィクトリー・シールドに参加した。